# Soevereinstadion

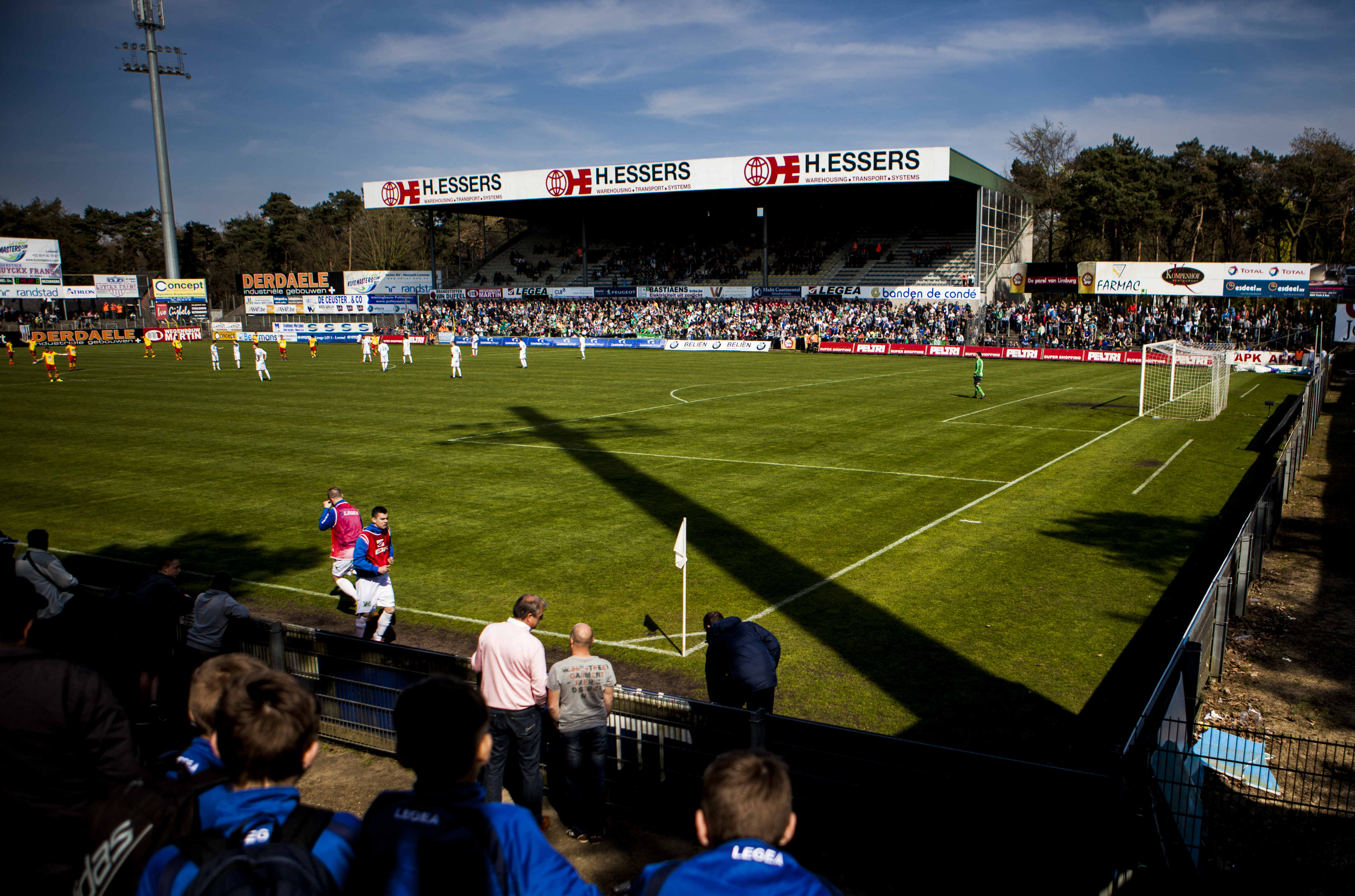
Het Soevereinstadion in Lommel tijdens een wedstrijd in 2015.

Het Soevereinstadion (vroeger Stedelijk Sportstadion genaamd) is een voetbalstadion in de Belgische stad Lommel. Het is de thuisbasis van Lommel SK, een voetbalclub die speelt in de Belgische Eerste klasse B. Ook de voormalige club Lommel SK speelde hier tot 2002 zijn thuiswedstrijden.
In het seizoen 2015-2016 werd het stadion aangepast naar de eisen van 1A. Dit omdat het Belgische voetbal hervormd werd. De 8 hoogst gerangschikte ploegen die voldeden aan de licentievoorwaarden 1A kregen voorrang om deel te nemen aan het vernieuwde systeem van profvoetbal. Een deel van de staanplaatsen werd vervangen door zitplaatsen.
Voor deze aanpassingen bood het stadion plaats aan 12.500 toeschouwers; waarvan 1.800 overdekte zitplaatsen, 10.500 staanplaatsen, 433 outside seats en 178 inside seats.
Na de aanpassingen waren er in totaal 5.000 zitplaatsen en 3.000 staanplaatsen aanwezig.
AFAS-stadion Achter de Kazerne (KV Mechelen) ·
Bosuilstadion (Antwerp FC) ·
Cegeka Arena (KRC Genk) ·
Edmond Machtensstadion (RWDM) ·
Ghelamco Arena (KAA Gent) ·
Guldensporenstadion (KV Kortrijk) ·
Jan Breydelstadion (Cercle Brugge · Club Brugge) ·
Joseph Marienstadion (Union Sint-Gillis) ·
Kehrwegstadion (KAS Eupen) ·
King Power at Den Dreef Stadion (OH Leuven) ·
't Kuipje (KVC Westerlo) ·
Lotto Park (RSC Anderlecht) ·
Maurice Dufrasnestadion (Standard Luik) ·
Stade du Pays de Charleroi (Sporting Charleroi) ·
Stayen (STVV)